# Alphonse Asselbergs
Pour les articles homonymes, voir Asselbergs.
Alphonse Asselbergs, né à Bruxelles le 19 juin 1839 et mort à Uccle le 10 avril 1916 , est un artiste peintre paysagiste belge.

## Biographie
Il est le fils de l'industriel Henri Asselbergs (1809–1889), ancien combattant de 1830, capitaine Quartier-Maître dans la deuxième Légion de la garde civique, juge au tribunal de commerce, échevin d'Uccle et d'Adrienne–Aline Lequime (1812-1850), tous deux issus de la grande bourgeoisie bruxelloise.
En 1855, alors qu'il avait seize ans le peintre Albert Roberti fait son portrait. Eugène Smits (cité Asselbergs à Uccle) fera lui aussi plus tard son portrait.
Il travaille dans la manufacture de papier de son père quand, en 1863, il s'oriente vers la peinture et devient l'élève d'Édouard Huberti (1863).
Il ne quitte la papeterie familiale qu'en 1866, incité par Théodore Baron et Louis Artan. Il se lie d'amitié avec Théodore Baron et travaille avec Hippolyte Boulenger et Théodore Fourmois. Il se joint à l'école de Tervueren en septembre 1867 et fréquente la Société libre des Beaux-Arts dès 1868. 
Il séjourne dix-huit mois en Algérie en 1873 et 1874 en compagnie du peintre Arthur Bouvier — beau-frère de Léon Lequime —, puis travaille à Barbizon les deux années suivantes. 
Le 4 mai 1881 il est fait Chevalier de l'Ordre de Léopold et en devient Officier le 8 mai 1896.
Il est inhumé au cimetière du Dieweg à Uccle.

### Décorations
- Chevalier de l'ordre de Léopold le 4 mai 1881[2]
- Officier de l'ordre de Léopold le 8 mai 1896[3]

## Œuvre
Il peint beaucoup la Campine limbourgeoise, à Genk et Kinrooi, les environs de Bruxelles, les Ardennes et la côte belge.
Ses paysages sont réalistes, quelquefois teintés encore de romantisme.
- La Mare aux fées à Fontainebleau, vers 1876, huile sur toile, 91 × 152 cm, Musée Groeninge, Bruges[4]
- Un Jour d'hiver, 1876, huile sur toile, 83 × 123 cm, Collection privée, Vente Christie's 2005[5]
- La Porte du Rivage à Bruxelles, vers 1877, huile sur toile, 74 × 120 cm, Musée des Beaux-Arts de Gand[6]
- Tourbe en Campine, 1878, huile sur toile, 119 × 198 cm, Musée royal des Beaux-Arts d'Anvers[7]
- Bruyère, huile sur toile, 118 × 198 cm, Musée royal des Beaux-Arts d'Anvers[8]
- Saules-têtards le long d'un fossé, huile sur toile, Collection privée[9]
- Fermes dans la neige, huile sur toile, 38 × 66 cm, Collection privée, vente 2007[10]

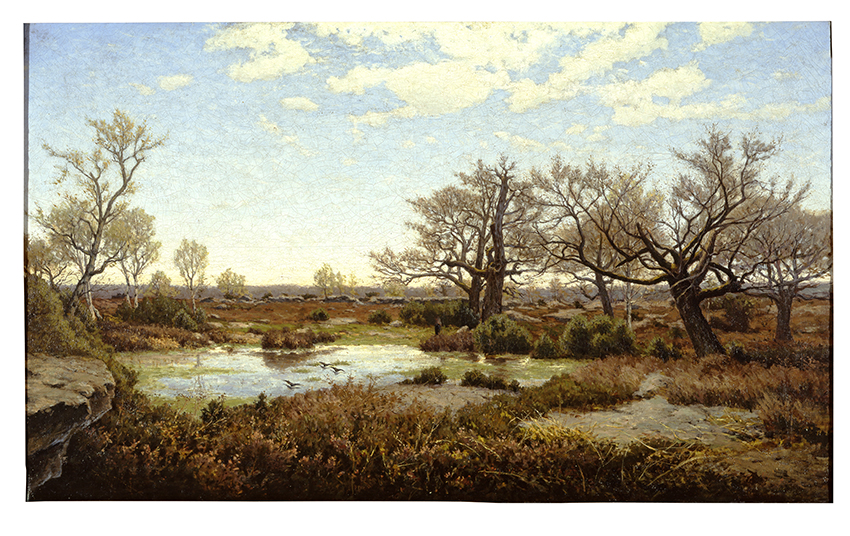
La Mare aux fées à Fontainebleau, v. 1876 Musée Groeninge, Bruges
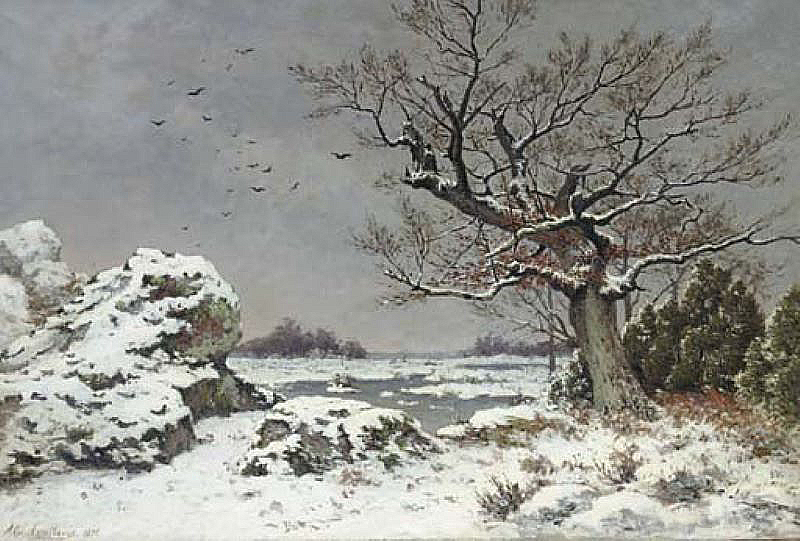
Un Jour d'hiver, 1876 Collection privée
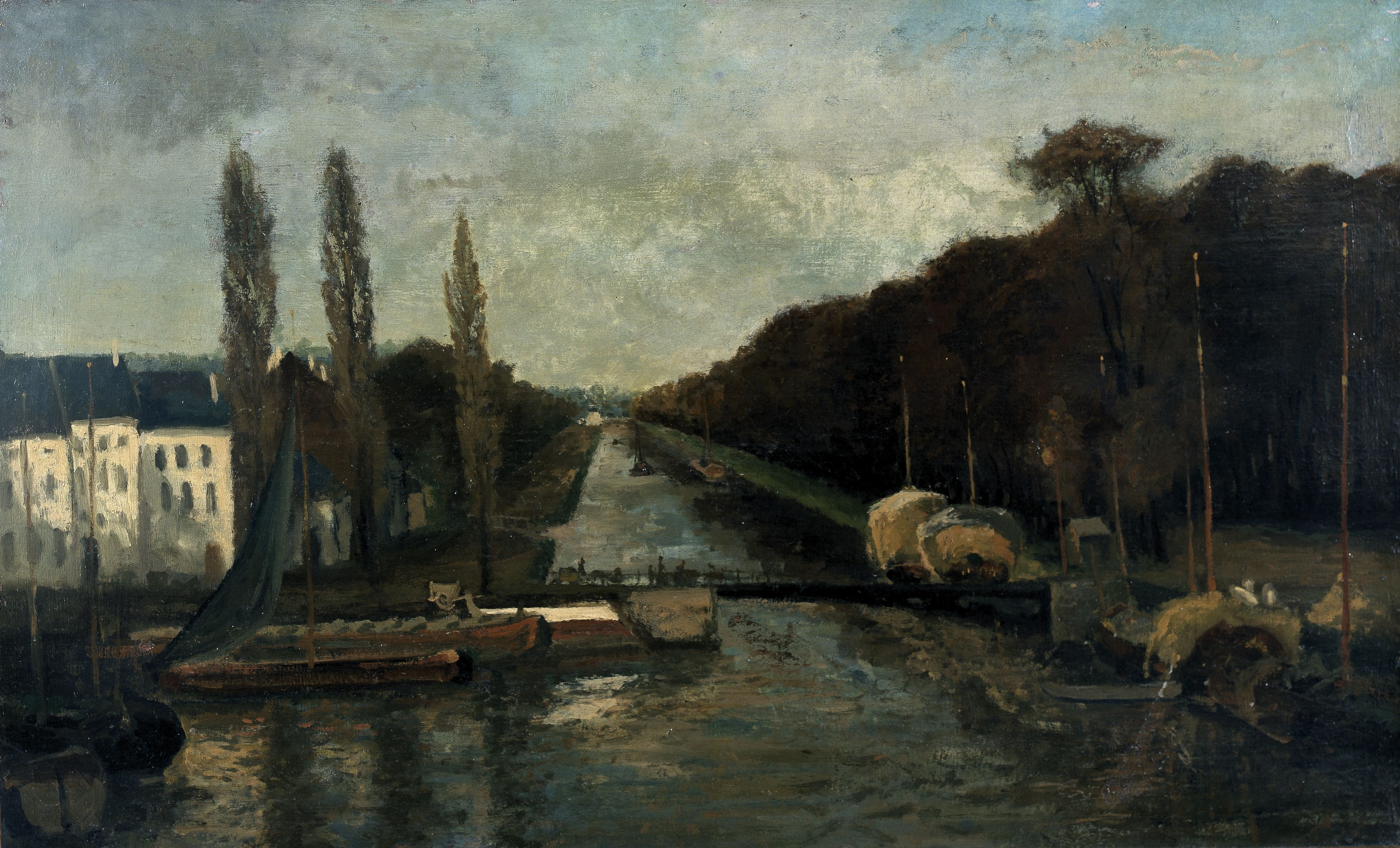
La Porte du Rivage à Bruxellesv. 1877 Musée des Beaux-Arts de Gand
Tourbe en Campine, 1878 Musée royal des Beaux-Arts d'Anvers
Bruyère Musée royal des Beaux-Arts d'Anvers
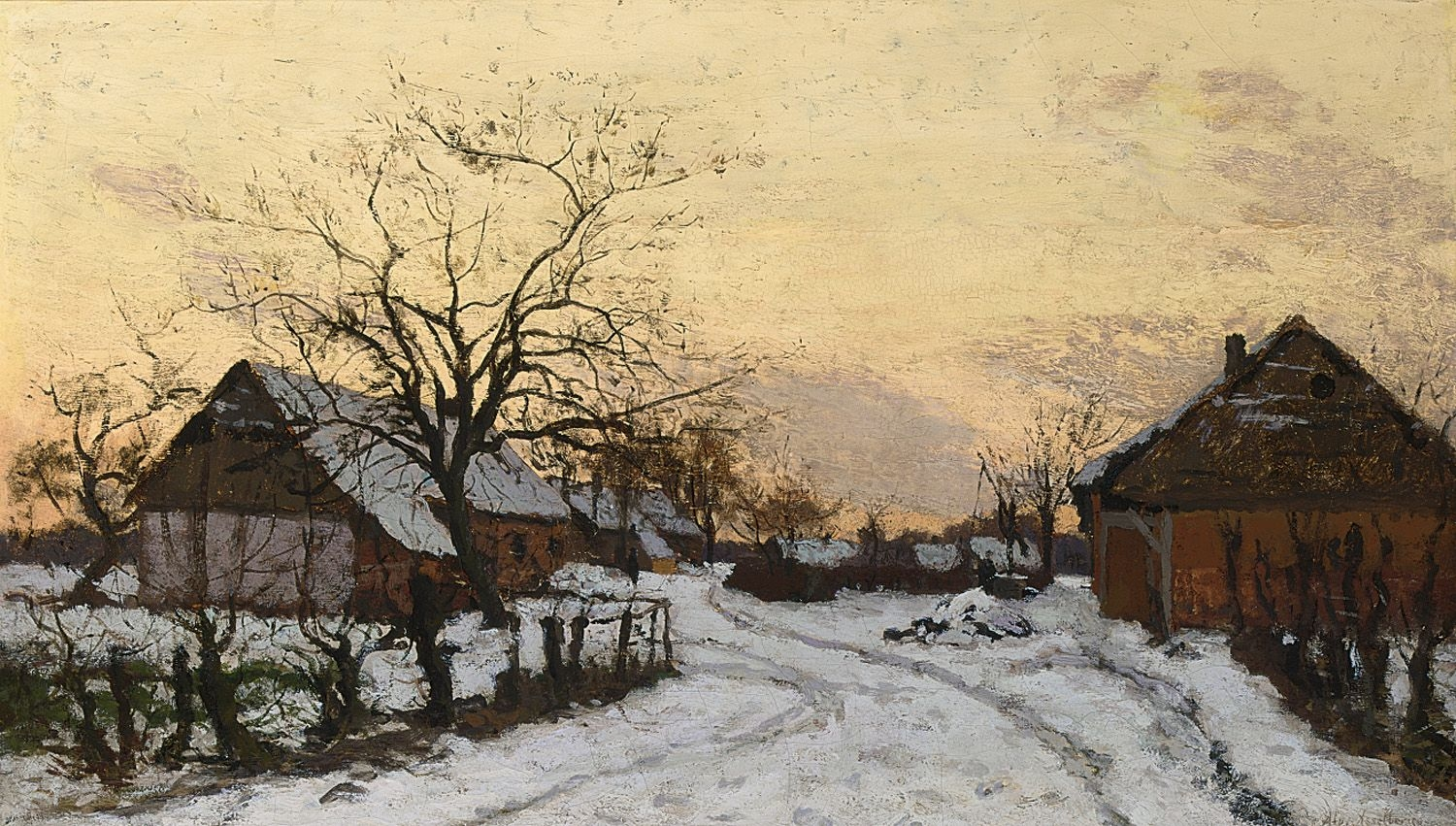
Fermes dans la neige Collection privée
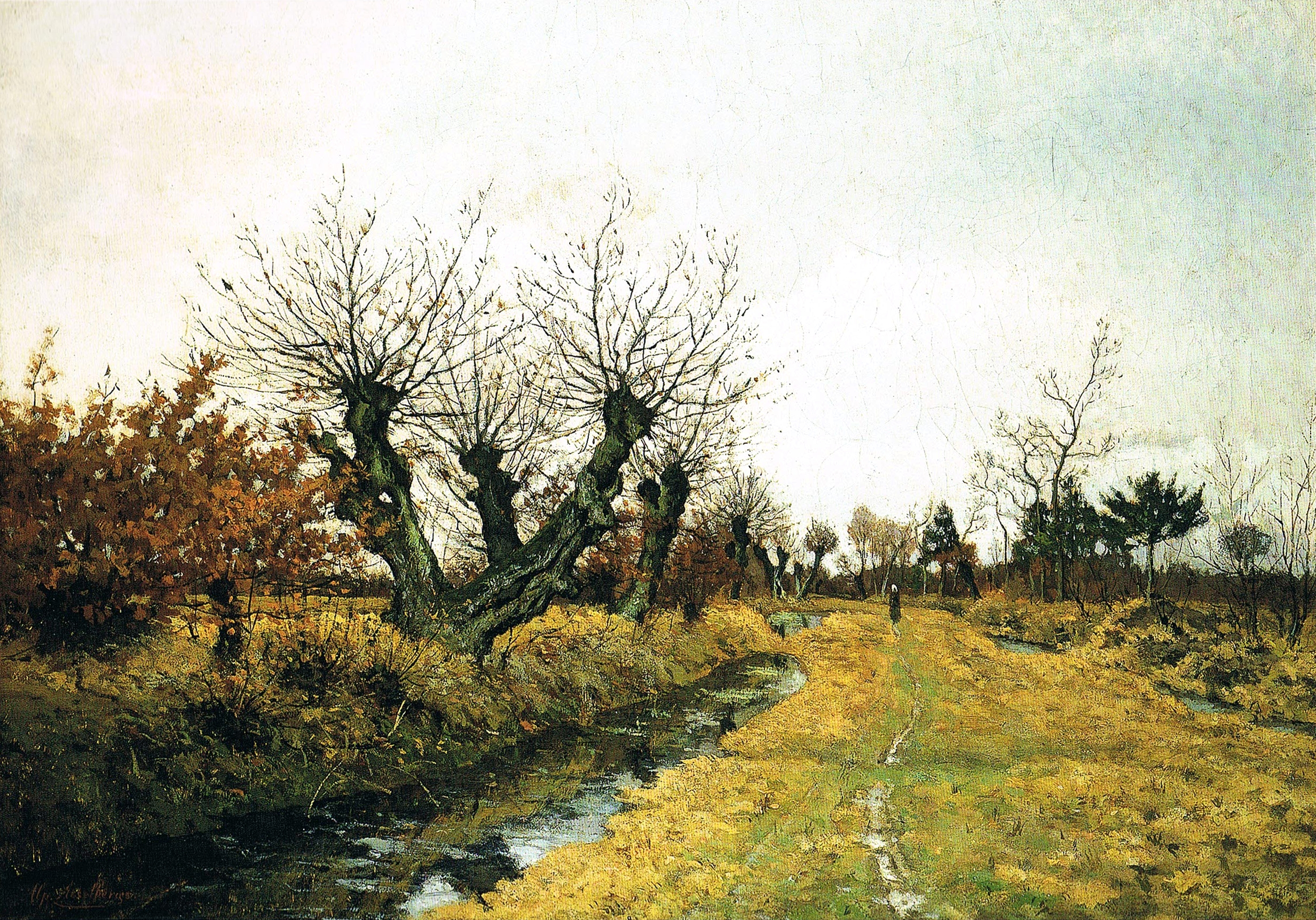
Saules-têtards le long d'un fossé Collection privée